# Нагајасу Хонда
Нагајасу Хонда (јап. 本田 長康) био је јапански фудбалер.

## Каријера
Током каријере је играо за Васеда ВМВ.

## Репрезентација
За репрезентацију Јапана дебитовао је 1927. године. За тај тим је одиграо 4 утакмице.

## Статистика
| Јапан  | Јапан   | Јапан  |
| Година | Наступи | Голови |
| ------ | ------- | ------ |
| 1927.  | 2       | 0      |
| 1928.  | 0       | 0      |
| 1929.  | 0       | 0      |
| 1930.  | 2       | 0      |
| Укупно | 4       | 0      |